# Zakes Mda
Zakes Mda (Sud-àfrica, 1948) és un escriptor, pintor, cineasta i professor de Literatura, Narrativa i Retòrica a la Universitat d'Ohio. S'ha especialitzat en l'estudi de la literatura africana, particularment del teatre africà. Ha col·laborat amb la Radiotelevisió de Lesotho i amb la sud-africana (SABC) en diversos documentals i sèries televisives. Dirigeix la productora cinematogràfica Thapama Productions de Johannesburg. Ha participat en nombrosos tallers de teatre de ciutats d'arreu del món, entre les quals Barcelona. És fundador i director del programa d'ajuda als malalts de SIDA Southern African Multimedia AIDS. Ha estat assessor en temes de mobilització social d'Unicef i col·laborador en programes de desenvolupament del govern de Lesotho. Les seves obres de teatre s'han representat en diverses sales de teatre d'Europa, Àfrica i Amèrica del Nord. Ha exposat les seves pintures en diverses sales d'art dels EUA i el Regne Unit.

## Obra
- (1977) New South African Writing
- (1979) We Shall Sing for the Fatherland
- (1979) Dead End
- (1979) Dark Voices Ring
- (1980) The Hill
- (1982) Banned: A Play for Radio
- (1982) Summer Fires
- (1986) Bits of Debris: The Poetry of Zakes Mda
- (1988) And the Girls in their Sunday Dresses
- (1989) Joys of War
- (1990) The Plays of Zakes Mda
- (1991) The Nun's Romantic Story
- (1992) Soho Square
- (1993) When People Play People
- (1993) And the Girls in Their Sunday Dresses: Four Works
- (1995) Ways of Dying
- (1995) She Plays with the Darkness
- (1998) Melville 67
- (2000) The Heart of Redness
- (2002) The Madonna of Excelsior
- (2002) Fools, Bells and the Importance of Eating: Three Satires
- (2005) The Whale Caller
- (2007) Cion
- (2009) Black Diamond
- (2011) Sometimes There is a Void: Memoirs of an Outsider
- (2012) Our Lady of Benoni
- (2013) The Sculptors of Mapungubwe
- (2014) Rachel's Blue
- (2015) Little Suns

## Premis
- 1978 Amstel Playwright of the Year Award, premi especial de mèrit per We Shall Sing for the Fatherland
- 1979 Amstel Playwright of the Year Award, guanyador amb The Hill
- 1997 M-Net Book Prize, Ways of Dying
- 2001 Commonwealth Writers' Prize: Africa, The Heart of Redness[2]
- 2001 Hurston-Wright Legacy Award, The Heart of Redness[cal citació]
- 2001 Sunday Times Fiction Prize, The Heart of Redness[3]
- 2004 Top Ten South African Books published in the Decade of Democracy, The Madonna of Excelsior[cal citació]
- 2017 Barry Ronge Fiction Prize, Little Suns[4]